# Гребени (Лельчицкий район)
Гребени (бел. Грабяні) — деревня в Лельчицком районе Гомельской области Беларуси. В составе Стодоличского сельсовета. До 1  декабря 2013 года являлась административным центром Гребеневского сельсовета.
Неподалёку расположено месторождение железняка. На западе урочище Кашевище.

## География

### Расположение
В 19 км на юго-восток от Лельчиц, в 60 км от железнодорожной станции Ельск (на линии Калинковичи — Овруч), в 234 км от Гомеля.

### Гидрография
На западе мелиоративные каналы.

## Транспортная сеть
Транспортные связи по местной, затем автомобильной дороге Валавск — Лельчицы. Планировка состоит из 3 почти параллельных между собой дугообразных улиц, соединённых между собой и ориентированных с юго-востока на северо-запад. Застройка преимущественно деревянная, усадебного типа. В северной части деревни расположено лесничество.

## История
Археологи обнаружили на западной окраине деревни, напротив кладбища, в урочище Струбачи курганный могильник (местное название Гурбаны). Согласно письменным источникам известна с XIX века как селение в Мозырском уезде Минской губернии. В 1879 году упоминается как хутор. Это было поселение близко расположенных селян одноособников которые переселились по велению Житковицкого князя для занятий бортничеством, охотой на собаля и других пушных зверей. Имеется мнение, что название местности произошло от названия деревни Гребени в Житковичском районе, из которой были переселены первые гребенюки. Вокруг поселялись, разрабатывали заросшие хмызняком и лесом полянки для землеробства другие одноособники, например, на Милетовке, Узлесси,Песчанке. Все одноособники имели семьи по 4-8 детей. Семьи разводили скот: быков (волов), коров, свиней. В лесу всегда были огромные местины где росли черника, брусника. Вокруг в лесах росли грыбы (боровики), которые семьи засушивали на зиму целыми мешками, а болотную клюкву замачивали в липовых бочках. Для содержания домашней живности сушили сено, собирал желуди и сохранялии на зимний период в буртах. подземных погребках или в деревянных степках продукцию землеробства. Зимой охотолись с помощью нехитрых самодельных приспособлений на зайцев, тетеревов, куропаток. 
В 1930 году организован колхоз «Красный партизан», работала кузница. Это был период переселения одноособников у Гребени. Организовывались и сюда направлялись бригады по заготовке леса. Организовано правление лесничеством. Для проживания молодых работников и обслуживания после Великой отечественной войны построено общежитие, магазин и общественная баня. Во время Великой Отечественной войны в июле 1943 года оккупанты сожгли деревню и убили 5 жителей. 143 жителя погибли на фронтах и в партизанской борьбе, в память о них в 1968 году в центре деревни, в сквере, установлена скульптура солдата. 
Согласно переписи 1959 года центр совхоза имени И. В. Мичурина, располагались комбинат бытового обслуживания, средняя школа, Дом культуры, библиотека, фельдшерско-акушерский пункт, отделение связи, 2 магазина.
Из популярных объектов сельскохозяйственной промышленности следует отметить наличие пилорамы и мельницы, а также небольшой хлебопекарни. Эти промобъекты обслуживали и население близ лежащих деревень: Вороново, Ольховая, Ковыжев. В период с 1956 г. по 1964 г. работал и местный молокозавод.
До 1 декабря 2013 года деревня в составе Гребеневского сельсовета.

## Население

### Численность
- 2004 год — 158 хозяйств, 390 жителей.

### Динамика
- 1897 год — 20 дворов, 157 жителей (согласно переписи).
- 1908 год — 170 жителей.
- 1917 год — 227 жителей.
- 1921 год — 60 дворов, 304 жителя.
- 1940 год — 71 двор, 309 жителей.
- 1959 год — 500 жителей (согласно переписи).
- 2004 год — 158 хозяйств, 390 жителей.

## Инфраструктура
- Погранзастава "Гребени"

## Достопримечательность
- Воинский мемориал. Скульптура солдата.